# Robert Brunkal
Robert Brunkal, född 9 april 1831 i Danzig, död 3 december 1890 i Stockholm, var en tysk-svensk tavelrestaurator och konstnär.
När statens tavelsamling skulle överflyttas till det nyinrättade Nationalmuseum anställdes ett antal utländska tavelrestauratorer, varav Brunkal var en. Han bodde då i Berlin och var verksam som konstnär och restaurator. Då Nationalmuseum gav honom det ena uppdraget efter det andra blev den korta vistelse han tänkt sig i Sverige livslång. Det var framför allt restaureringen av gammal nederländsk konst som Brunkal arbetade med under en följd av år. Brunkal är representerad i Statens porträttsamling vid Gripsholmslott.